# Puig de Sallols
El Puig de Sallols és una muntanya de 1.211 metres que es troba al municipi de Riudaura, a la comarca catalana de la Garrotxa.